# СЦ „Сигет”
Спортски центар Сигет се налази у Каћу, на адреси Сигет бб. У оквиру Спортског центра "Сигет" налази се:
- Стадион ОФК Југовић, капацитета 2000 гледалаца,
- Помоћни терен ОФК Југовић,
- Рукометни стадион, који је користио РК Југовић у периоду 1965-1977, капацитета 3000 гледалаца
- Терен за одбојку на песку, капацитета 100 гледалаца

Споменици:
- Споменик погинулим фудбалерима Југовића у Другом светском рату
- Спомен-чесма у знак сећања на Живка Кондића (бившег председника ОФК Југовић)

## Историјски развој СЦ "Сигет"
Почетком 20. века, услед велике популарности фудбала, у Каћу настаје иницијатива за оснивање фудбалског клуба. Оснивањем Југовића 1912. године приступило се организованијем уређењу фудбалског терена па се у наредних неколико година, како су услови тада дозвољавали, терен на Сигету уређивао и улепшавао. Током 1930-их година у Каћу је постојало шест фудбалских клубова који су своје утакмице и тренинге одржавали на Сигету. Након Другог светског рата, уследила је изградња управне зграде Југовића која је реновирана у неколико наврата.
Почетком 90-их изграђена је трибина на главном фудбалском терену.

## Догађаји
Поред редовних спортских догађаја (утакмица ОФК Југовић) на Сигету се од 2000. сваке године у јуну одржава Међународни меморијални фудбалски турнир "Живко Кондић" у знак сећања на преминулог бившег председника клуба који окупља познате фудбалске клубове из Србије, Републике Српске...